# Tännäs kyrka
Tännäs kyrka är en kyrkobyggnad som tillhör Tännäs-Ljusnedals församling i Härnösands stift. Kyrkan ligger i samhället Tännäs i Härjedalens kommun. Med sina 648 meter över havet är kyrkan en av Sveriges högst belägna.

## Kyrkobyggnaden
Enligt traditionen har en kyrka funnits i Tännäs redan på 1400-talet. En ny kyrka invigdes 24 maj 1672. Nuvarande kyrka uppfördes åren 1840-1851, genomgick ombyggnad 1855 samt invigdes 10 oktober 1858. Ritningarna var gjorda av arkitekt Johan Adolf Hawerman och  byggnadsarbetet leddes av byggmästare Johan Nordell från Los. 1984 genomfördes en genomgripande renovering då de ursprungliga färgerna togs fram. Dessa hade målats över 1958.

## Inventarier
- Orgeln med 15 stämmor och tremulant är byggd 1960 av Grönlunds Orgelbyggeri.
- Dopfunten är en så kallad dopängel - en änglaskulptur som håller ett dopfat.

## Exteriörbilder

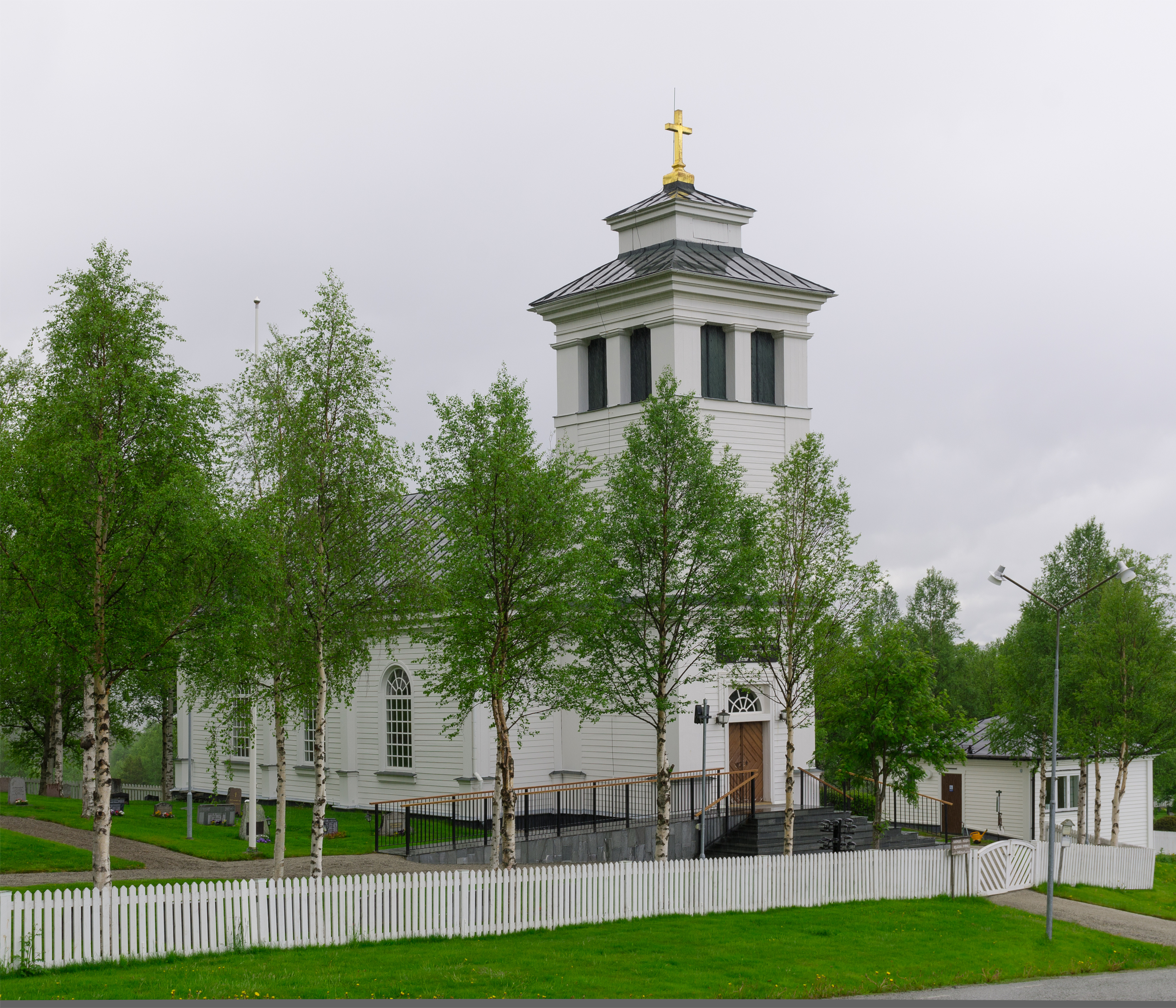
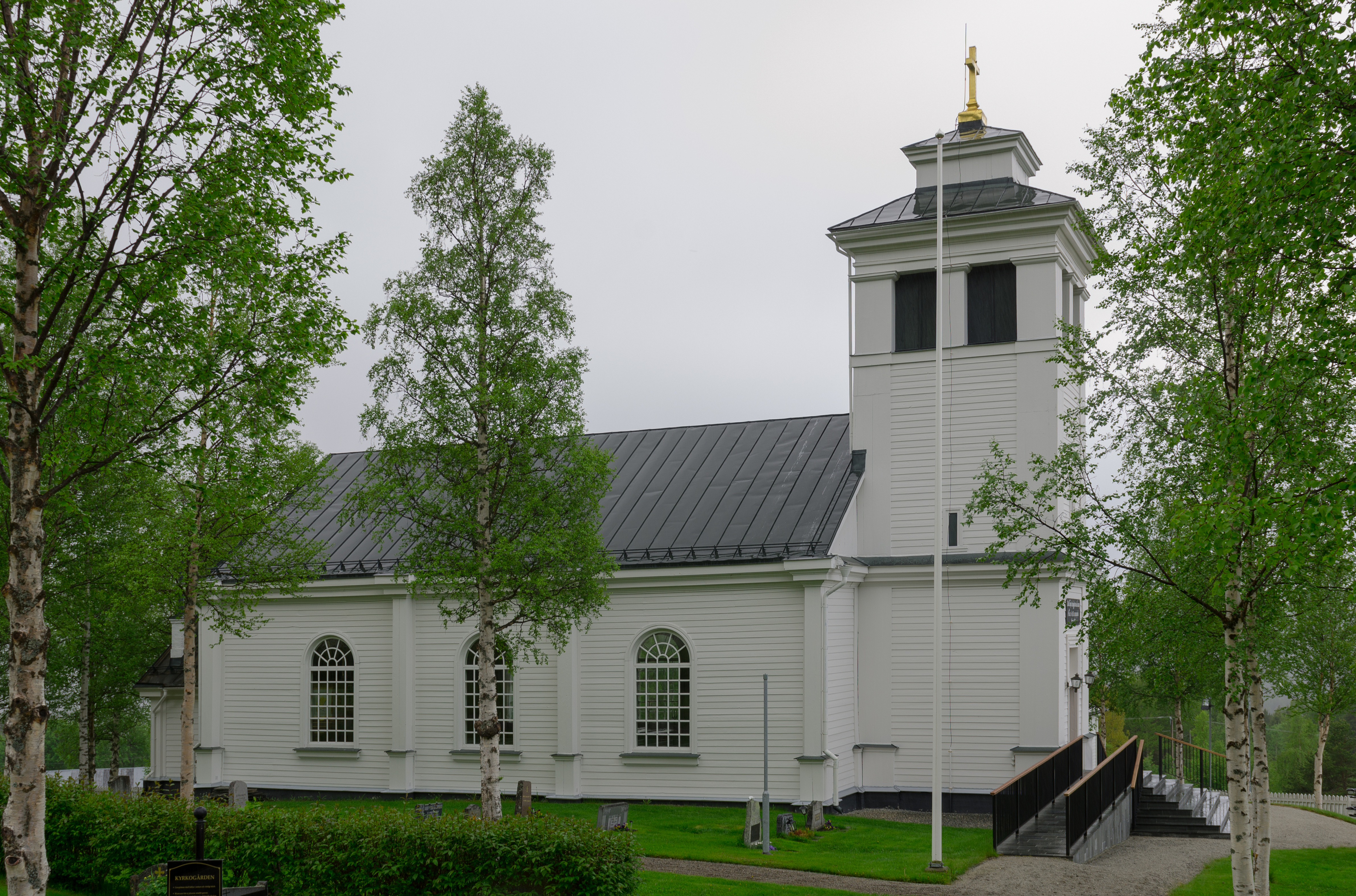

Kyrkan i juni 2012.

### Webbkällor
- Tännäs-Ljusnedals församling
- Härnösands Stifts Herdaminne av L. Bygdén